# 胆汁酸-7α-デヒドロキシラーゼ

ケノデオキシコール酸
リトコール酸

胆汁酸-7α-デヒドロキシラーゼ(bile-acid 7α-dehydroxylase)は、二次胆汁酸生合成酵素の一つで、次の化学反応を触媒する酸化還元酵素である。
(1) デオキシコール酸 + FAD + H2O {\displaystyle \rightleftharpoons } コール酸 + FADH2
(2) リトコール酸 + FAD + H2O {\displaystyle \rightleftharpoons } ケノデオキシコール酸 + FADH2
この酵素は酸化還元酵素に属し、その他の化合物を受容体としてCH基またはCH2基に特異的に作用する。組織名はdeoxycholate:FAD oxidoreductase (7α-dehydroxylating)で、別名にcholate 7α-dehydroxylase、7α-dehydroxylase、bile acid 7-dehydroxylase、deoxycholate:NAD+ oxidoreductaseがある。
この酵素は腸内細菌等に認められ、腸内細菌の総菌数の1〜10パーセント程度の多くの菌株が低い本酵素生産能を有することが確認されている。結腸内において腸内細菌の活動により一次胆汁酸であるケノデオキシコール酸から二次胆汁酸としてリトコール酸が生合成される。リトコール酸は、人や実験動物に発癌をもたらすとされている。

コール酸
デオキシコール酸

- ケノデオキシコール酸
- リトコール酸